# Tanjung Tambak
Tanjung Tambak is een bestuurslaag in het regentschap Ogan Ilir van de provincie Zuid-Sumatra, Indonesië. Tanjung Tambak telt 1096 inwoners (volkstelling 2010).